# Maurice Bellonte
Maurice Bellonte, francoski letalec, * 25. oktober 1896, Méru, † 14. januar 1984, Pariz.
Mladi Maurice je po očetu, ki je bil mehanik podedoval veselje do tehnike. Tako je postal navdušen letalski mehanik in je prvo svetovno vojno preživel kot mehanik. Leta 1921 je bil mehanik pri Messageries Aériene, se izučil za navigatorja in od leta 1923 kot navigator pilotu Costesu z letalom F-60 Goliath letel med Parizom in Londonom. O tej službi je leta 1972, ob odprtju letalskega muzeja, napisal avtobiografijo. Mirni poleti na tej liniji so bili po Bellontovih besedah redki. Večni problem so bili slabo vreme in okvare motorjev.
Leta 1929 sta s Costesom podrla svetovni rekord v daljinskem letenju, ko sta opravila polet Pariz - Tsitsikar (Kitajska) v skupni dolžini 7925 km.
Let sta opravila z letalom Breguet XIX, namen poleta pa je bil preizkus letala za naslednji podvig: prelet severnega Atlantika od vzhoda proti zahodu, ki je bil do tedaj zaradi čelnih vetrov skoraj nemogoč. Polet sta nato izvedla 1. in 2. septembra 1930 v 37 urah in 14 minutah.
Bellonte je bil zaradi svoje slave povabljen tudi k sodelovanju pri prvem nadzvočnem poletu civilnega potniškega letala Concorde, ki ga je leta 1977 to letalo opravilo na isti liniji, kot sta jo leta 1930 opravila s Costesom, na liniji Pariz - New York.